# Parigi-Bourges 1984
La Parigi-Bourges 1984, trentacinquesima edizione della corsa e valevole come prova del circuito UCI categoria CB1.1, si svolse il 28 agosto 1984 e fu vinta dall'irlandese Sean Kelly.

## Ordine d'arrivo (Top 10)
| Pos. | Corridore           | Squadra       | Tempo |
| ---- | ------------------- | ------------- | ----- |
| 1    | Sean Kelly          | Skil          |       |
| 2    | Francis Castaing    | Peugeot       |       |
| 3    | Laurent Biondi      | La Redoute    |       |
| 4    | Herman Frison       | Safir         |       |
| 5    | Marc Gomez          | La Vie Claire |       |
| 6    | Charly Berard       | La Vie Claire |       |
| 7    | Jean-Francois Rault | La Vie Claire |       |
| 8    | Marc Madiot         | Renault       |       |
| 9    | Bernard Bourreau    | Peugeot       |       |
| 10   | Jacques Bossis      | Peugeot       |       |